# Effi Gazi
Fotini „Effi“ Gazi (griechisch Έφη (Φωτεινή) Γαζή, * 1966 auf Lefkada) ist eine griechische Historikerin.
Gazi studierte Geschichte an der Universität Athen und der University of Essex. Sie wurde 1997 am Europäischen Hochschulinstitut in Florenz mit einer Dissertation über Spyridon Lambros promoviert und arbeitete als post-doctoral researcher an der Princeton University. Nach verschiedenen Anstellungen an den Universitäten Thessalien, Athen, Kretas, der Brown University und dem Birkbeck College, London, ist sie nunmehr Dozentin für Geschichte und Theorie der Geschichtsschreibung im Institut für Sozial- und Bildungspolitik  der Universität der Peloponnes. Sie gehört dem Herausgebergremium der Zeitschrift Historein an.
Forschungsschwerpunkte sind die intellektuelle und kulturelle Geschichte Griechenlands, insbesondere die Geschichte des Nationalismus und der nationalen Geschichtsschreibung (Spyridon Lambros), die Bedeutung der drei Hierarchen Basileios von Kaisareia, Gregor von Nazianz und Johannes Chrysostomos für die Ausbildung der griechisch-christlichen Kultur und die Verbindung von Vaterland, Religion und Familie im Griechenland des 19. und 20. Jahrhunderts.

## Schriften (Auswahl)
Monographien
- Spyridon Lambros (1851–1919). Scientific history in national perspective in nineteenth–century Greece. – (Unveröffentlichte Ph.D. Dissertation, Europäisches Hochschulinstitut, Florenz 1996)
  - Scientific National History. The Greek Case in Comparative Perspective (1850–1920). Peter Lang, Frankfurt, New York 2000. – (Überarbeitete Fassung der Dissertation)
- Ο δεύτερος βίος των τριών Ιεραρχών. Μια γενεαλογία του ελληνοχριστιανικού πολιτισμού. εκδ. Νεφέλη, Αθήνα 2004, Buchbesprechung: Nikos Ntontos (griechisch und deutsch). – („Das zweite Leben der drei Hierarchen. Eine Genealogie der griechisch–christlichen Kultur“)
- Πατρίς, Θρησκεία, Οικογένεια. Ιστορία ενός συνθήματος 1880–1930. εκδ. Πόλις, Athen 2011, Buchbesprechung (griechisch). – („Vaterland, Religion, Familie. Geschichte eines Slogans 1880–1930“)
- Άγνωστη χώρα. Ελλάδα και Δύση στις αρχές του 20ού αιώνα. εκδ. «Πόλις», Athen 2020, ISBN 978-960-435-735-2. – („Unbekanntes Land. Griechenland und der Westen zu Beginn des 20. Jahrhunderts“)

Artikel
- Reading the Ancients: Remnants of Byzantine Controversies in the Greek National Narrative, in: Historein 6, 2006, 145–149, online (PDF; 115 kB).
- Constructing a language of science: Linguistics and politics in twentieth–century Greece, in: Alexandra Georgakopoulou, M. S. Silk (Hrsg.): Standard Languages and Language Standards: Greek, Past and Present. Ashgate Publishing, Ltd., Farnham, Surrey 2009, 277–292, Auszüge online.
- Revisiting religion and nationalism in nineteenth century Greece, in: Roderick Beaton, David Ricks (Hrsg.): The Making of Modern Greece: Romanticism, Nationalism, and the Uses of the Past (1797–1896). Ashgate, Farnham, Surrey 2009, ISBN 978-0-7546-6498-7, 95–106, Auszüge online.
- Ο Γκράμσι στην Ινδία. Η προβληματική της ιστορίας των υπάλληλων τάξεων, in: Επιστημονικό Συνέδριο: «Ο Αντόνιο Γκράμσι στις σημερινές κοινωνικές επιστήμες και τη θεωρία», Πάντειο Πανεπιστήμιο, Τμήμα Πολιτικής Επιστήμης και Ιστορίας, 30 Νοεμβρίου–1 Δεκεμβρίου 2007, online (PDF). – („Gramsci in Indien. Die Problematik der Geschichte der subalternen Klassen“)